# Tom Dixon
Tom Dixon (Sfax, 21 maggio 1959) è un designer britannico.
Dichiaratamente autodidatta, raggiunse la fama negli anni '90 disegnando per Cappellini ed altri marchi italiani. Nel 1998 divenne responsabile per il design ed in seguito direttore creativo per Habitat, una delle più importanti aziende britanniche di arredamento. Nel 2002 fondò lui stesso un'azienda che porta il suo nome, specializzata nel settore dell'illuminazione.
È stato insignito dell'Ordine dell'Impero Britannico nel 2001.

## Biografia
Nato in Tunisia da padre inglese e da madre franco-lettone, si trasferì in Inghilterra all'età di quattro anni. Frequentò brevemente una scuola d'arte, abbandonata dopo pochi mesi. Cominciò quindi a svolgere varie attività, tra cui il promoter di locali notturni, il colorista di cartoni animati ed il bassista in una band punk rock chiamata "Funkapolitan. Dopo un incidente motociclistico imparò a saldare per riparare la sua moto e, appassionatosi alla tecnica, tra il 1983 ed il 1985 la utilizzò per riciclare rottami industriali trasformandoli in mobili.
Nel 1985 fu tra i fondatori del gruppo Creative Salvage, assieme ad altri giovani designer fra cui Nick Jones, che suonava nella sua stessa band. Al tempo l'attività era da lui intesa soltanto come una maniera di procurarsi i soldi per realizzare nuovi lavori, senza la prospettiva di diventare un designer professionista. Lo stesso anno arrivò la prima commissione di una certa importanza, il progetto per gli interni del negozio di cioccolato Rococo Chocolates, in collaborazione con l'amico André Dubreuil. Il suo primo incontro con il design "istituzionale" fu però in uno show tenuto nel negozio di Ron Arad, di pochi anni più anziano ma a lui vicino per stile e sensibilità artistica.
Nel 1989 fondò lo studio Space a Londra, laboratorio di design e vetrina per le creazioni sue e di altri giovani designer, e pochi anni dopo raggiunse fama mondiale con la S-Chair per Cappellini, ora esposta nella collezione permanente del Museum of Modern Art di New York. Altri pezzi di successo creati per Cappellini furono la chaise longue Bird e la sedia Pylon Chair. La sua ricerca proseguì nel campo dei materiali plastici, in particolare con le lampade Jack e Star Light per Eurolounge, società da lui fondata.
Il 1998 fu un anno di svolta per la sua carriera: divenne infatti direttore creativo di Habitat, una fra le maggiori aziende di arredamento nel Regno Unito, approcciandosi ad una produzione di massa destinata al grande pubblico per lui ancora inedita ed assumendo per la prima volta un ruolo organico all'industria. Si assunse il compito di ringiovanire l'immagine del brand, lanciando giovani designer come Ronan & Erwan Bouroullec e riscoprendone altri come Robin Day. La sua attività in tale veste vide l'azienda tornare a produrre utili e durò fino al 2008.
A causa di questa occupazione trascurò per alcuni anni l'attività in proprio, per riprenderla nel 2002 fondando la Tom Dixon Ltd.. Nel 2004 il fondo svedese Proventus acquisì alcune quote della sua società e fondò assieme a lui lo studio Design Research, che gestisce le sue consulenze di design ed architettura. Attraverso lo stesso fondo entrò anche nel capitale di Artek, storica azienda finlandese fondata da Alvar Aalto, di cui fu direttore creativo dal 2004 al 2009.
Parallelamente continuò a portare avanti collaborazioni in veste di designer con diverse aziende, fra cui Moroso (divano Serpentine, 2003), Driade e marchi del mondo della moda come Jean Paul Gaultier, Romeo Gigli, Ralph Lauren e Vivienne Westwood.

## Stile
Agli inizi il suo design era basato prevalentemente sul riciclo di rottami saldati insieme a creare arredi dall'aspetto postindustriale e dalle evidenti caratteristiche scultoree. Si interessò poi ai mobili in poliestere estruso, come quelli della sua Fresh Fat Collection. Negli anni il suo ruolo si è sempre più allontanato da quello di un designer puro, portandolo ad occuparsi dell'intero processo produttivo, dall'invenzione all'ingegnerizzazione fino al marketing.